# استان کاروانه
استان کاروانه (به لاتین: Kérouané Prefecture) یک منطقهٔ مسکونی در گینه است که در ناحیه کانکان واقع شده‌است. استان کاروانه ۷٬۰۲۰ کیلومتر مربع مساحت و ۲۰۷٬۵۴۷ نفر جمعیت دارد.